# 황후 적의
황후 적의(皇后 翟衣)는 순종의 황후인 순정효황후 윤씨가 영친왕의 가례 때 입었던 옷이다. 1979년 1월 23일 대한민국의 국가민속문화재 제54호로 지정되었다.

## 개요
심청색 적의는 황후와 황태자비의 대례복으로서 가례 때에는 책비의·친영의·동뢰연에 입고, 종묘사직에 참배할 때 입는다. 1897년 이왕직 예식과에서 발표한 예복에는 9룡 4봉관 적의, 보, 중의, 대대, 후수, 상, 폐슬, 하피, 옥규, 옥대, 청석, 청말, 방심곡령으로 구성되었다. 윤황후의 유물은 적의·중단·대대·폐슬·보·청석만 남아 있다.
심청 적의는 명에서 고려 공민왕 19년 5월 고려 왕비에게 사여한 것이 처음이다. 조선 왕조의 왕비 대례복은 명나라 황후의 상복인 대홍 대삼, 청색 배자, 하피, 홀을 사여 받은 것인데 명보다 2등급 낮은 것이다. 청색 배자에 적계문을 수놓았기 때문에 적의라고 하였다. 영조 때 국혼정례에서 치적의 제도를 정했는데 대홍색 적의로 한국화한 적의였으며, 적의·중단·하피·상·폐슬·대대·혁대·패옥·수·말·석·백옥규·보로 구성되었다.
1897년 고종이 황제 위에 오른 후 황후의 심청색 적의를 정하였는데 중국과 동격이며, 명나라의 홍무 3년 제이다. 적의 이외의 여러 가지 예복을 없애고, 소례복으로 원삼 하나로 집약시켰다.

## 참고 자료
- 황후 적의 - 국가유산청 국가유산포털

 본 문서에는 서울특별시에서 지식공유 프로젝트를 통해 퍼블릭 도메인으로 공개한 저작물을 기초로 작성된 내용이 포함되어 있습니다.